# فریدریش دوم، امپراتور مقدس روم
فریدریش دوم (به آلمانی: Friedrich II) (زادهٔ ۲۶ دسامبر ۱۱۹۴ – مرگ ۱۳ دسامبر ۱۲۵۰) یکی از نیرومندترین امپراتوران امپراتوری مقدس روم در سده‌های میانه و سرکردهٔ دودمان اشتاوفر و پسر هاینریش ششم بود. او از ۱۲۲۰ در رم به امپراتوری رسید.
فریدریش دوم امپراتوری سخت جاه‌طلب بود. بزرگترین دشمنان او پاپ ها بودند، تا آنجا که گرگوری نهم وی را دجال خواند. وی پس از آنکه به فرمان پاپ گریگوری نهم تکفیر شد، تصمیم گرفت تا آنجا که می‌تواند، کشتی‌های حامل روحانیون کلیسا را غرق نماید. وی خود را جانشین امپراتوران روم باستان می‌دانست. قلمرو او دربرگیرندهٔ ایتالیا، آلمان، بورگونی، سیسیل و اورشلیم می‌شد. دربار وی به‌طور معمول در پالرمو شهر اصلی و مرکز ناحیه خودمختار سیسیل کنونی قرارداشت.
فریدریش به شش زبان سخن می‌راند: لاتین، سیسیلی، آلمانی، فرانسوی، یونانی و زبان عربی. او شیفتهٔ هنر و دانش بود و علاقه زیادی به علوم اسلامی و سبک زندگی مسلمانان به‌خصوص شاهان و حاکمان شرقی داشت. آموزشگاه شعر و ادبی که در پالرمو به راه انداخت که از سوی دانته آلیگیری شاعر اهل ایتالیا ستوده شده‌است.

## چالش جانشینی امپراتوری مقدس روم و شرکت در جنگ صلیبی پنجم
پس از تاج‌گذاری فریدریش دوم به عنوان پادشاه آلمان در ژوئیه ۱۲۱۵ در آخن، وی اعلان داشت که می خواهد تمامی منافعش را در راه اراضی مقدس صرف نماید و به زودی عازم جنگ صلیبی جدیدی خواهد شد، اما پس از تاج‌گذاری، به همراه فیلیپ دوم فرانسه ــ که حامی وی در مقابل با اتوی چهارم بود ــ درگیر جنگ جانشینی در شامپانی شد. بدین ترتیب نتوانست از آغاز جنگ صلیبی پنجم، در آن جنگ شرکت کند، اما قول داد در اسرع وقت عازم شرق شود. پس از سقوط برج سلسله و در ادامه سقوط دمیاط در نوامبر ۱۲۱۹، صلیبیون خبرهایی از پاپ شنیدند که حاکی از آن بود که امپراتور فریدریش دوم به وی وعده داده‌است که پس از تاج‌گذاری به عنوان امپراتور مقدس روم به‌سوی شرق حرکت خواهد کرد. با این حال پاپ در جدی بودن عزم وی شک داشت، چراکه فریدریش این زمان در نانسی، مرکز دوک‌نشین لورن، قرار داشت و پس از آن در نظر داشت به سمت شبه جزیره ایتالیا حرکت کند تا به امور آنجا رسیدگی نماید. ظاهراً امپراتور مقدس روم در عزم خود جدی بود زیرا تشویق مردمانش برای شرکت در جنگ صلیبی را آغاز کرده و یک نیروی نظامی بزرگ و مجهز به فرماندهی لویی یکم، دوک باواریا، به میدان جنگ گسیل داشته بود، اما خود درگیر شرایط ایتالیا و به‌خصوص سیسیل شده بود.

## سرکوب شورش مسلمانان در سیسیل
همزمان با تسخیر دمیاط توسط نیروهای صلیبی، امپراتور فریدریش در ۲۲ نوامبر ۱۲۲۰، به‌عنوان امپراتور مقدس روم تاج‌گذاری کرد. برعکس اکثر امپراتوران مقدس روم، فریدریش فقط چندسالی را در آلمان اقامت کرد و در عوض بیشتر وقت خود را در سایر مناطق، همچون ایتالیا گذارند. در بهار ۱۲۲۱ میلادی، وی تمرکز خود را معطوف امور سیسیل کرد. علاوه بر مسئله قمار و یهودیان، یکی از اموری که وی باید به آن رسیدگی می‌کرد، مسئله مسلمانان سیسیل بود. شورش مسلمانان علیه امپراتوری مقدس روم و پادشاهی سیسیل، در حوالی سال‌های تولد فریدریش دوم آغاز شد و تا زمان رسیدن وی به سیسیل و مسینا ادامه داشت.
دلیل اصلی آغاز این شورش، منحل کردن قدرت نیمه‌مختار مسلمان در منطقه غربی سیسیل بود که بخش اعظمی از آن توسط ویلیام دوم سیسیل ملقب به ویلیام خوب (Good) به کلیسای مونرئاله داده شد تا ضمن با تحت فشار قرار دادن مسلمانان، کیش آنها به مسیحیت مبدل کند. در اوایل قرن ۱۳ میلادی، اسلام و مسلمانان بیشتر به غرب سیسیل محدود شده بودند و در اینجا بود که مسلمانان به صورت چریکی، جنگ‌هایی را علیه قدرت مرکزی و کلیسا ترتیب دادند؛ و حتی مبادرت به ضرب سکه کردن که این روش و واضح‌ترین مخالفت ممکن با قدرت نورمن‌ها در منطقه است.
در حوالی سال ۱۲۱۹ بود که شورشیان مسلمان توانستند اسقف‌نشین آگریجنتو را تصرف کنند که سبب نگرانی فریدریش شد و در نتیجه وی نیروهای به سمت جنوب ایتالیا گسیل کرد. در سال ۱۲۲۲، فریدریش مقر شورشیان مسلمانان را محاصره کرد و پس از ۸ هفته، نیروهای شورشی تسلیم شدند و پس از مدتی رهبران همچون ابن عباد و متحدین آنها به دستور امپراتور مقدس روم، کشته و اعدام شدند. نابودی مقر و مرکز رهبری شورشیان مسلمان، دستاوردی مهمی بود که فریدریش در این مقطع کسب کرده بود. با این حال از دیرباز سلسلهٔ دیگری از مسلمانان در منطقه غربی وجود داشت؛ ابن حمود که رهبری گروه‌های ساراسن را برعهده داشت، مورد احترام پادشاهان اولیه نورمن بودند. تا سال ۱۲۲۲، نیروهای باقی‌مانده شورشیِ مسلمان مقاومت کردند. با این حال، شمال آفریقا همچنان مرکز حمایت و تأمین کننده نیروهای شورشی بود که در سال ۱۲۲۳ فریدریش دوم، نیروهای را به سمت جربه، جزیره‌ای در سواحل تونس، که بیشتر آذوقه و تدارکات شورشیان را تأمین می‌کرد، فرستاد. این نیروها توانستند این جزیره را فتح کنند. این فتح منجر شد که یهودیان ساکن در این جزیره، به سمت سیسیل مهاجرت کنند.
با وجود کشته شدن رهبران شورشی مسلمانان، ساراسن‌های مستقر در سیسیل مقاومت را خود کاملاً متوقف نکردند و فریدریش نیز در پاسخ به مقاومت نیروهای مسلمان، چند سال بیشتر در منطقه سیسیل ماند تا جنگش را علیه مسلمانان ادامه دهد. با ادامه سقوط قلعه‌های مسلمانان، جنگ بیش از پیش وجهه‌ای چریکی پیدا می‌کند. با این حال پس از شکست دادن نیروهای مسلمان، فریدریش تصمیم گرفت برای کنترل راحت‌تر مسلمانان، آنها را به یک منطقه منتقل کند. بدین ترتیب مسلمانان باقی مانده به دستور فریدریش به لوچرا در پولیا تبعید شدند و در آخر تصمیم گرفت که مسلمانان به داخل شهر لوچرا منتقل شوند و این شهر مبدل به مرکز مسلمانان شود. فریدریش اگرچه در امور مسلمانان در لوچرا دخالت نمی‌کرد اما در ازای آن، از آنها خواست تا مالیات سرانه‌ای (جزیه) پرداخت کنند. این سیاست فریدریش سبب شد تا پاپ وی را سرزنش و نکوهش کند، اما فریدریش نسبت به خواستهٔ پاپ بی‌توجه بود و حتی با کمک مسلمانان در سال ۱۲۳۰، کاخ بزرگی به سبک اسلامی در این شهر ساخت و حتی برخی از نیروهای مسلمان را به عنوان محافظان شخصی خود انتخاب کرد.

## پایان جنگ صلیبی ششم و بازگشت فریدریش به اروپا
در ۱۹ مارس ۱۲۲۹، پتر، سراسقف قیساریه به اورشلیم رسید و به فردریش نسبت به شرایط اروپا اعلام خطر کرد که باعث خشمگین شدن فریدریش شد؛ زیرا این امر را اهانت به خود می‌دانست. از این رو شتابان همه مردان خود را جمع و شهر را ترک کرد و به یافا و از آنجا به عکا عقب‌نشینی کرد. شهر در آستانه بحران و آشوب قرار گرفت؛ زیرا جنوایی‌ها و سیسیلی‌ها بر پیزایی‌ها که یاران امپراتور بودند، شوریده بودند. در همان زمان امرای دولت اورشلیم نیز از تاج‌گذاری فریدریش بدون رضایت آن‌ها خشمگین شده بودند. بنابراین میان نیروهای امپراتور و سپاهیان محلی برخوردها و درگیری‌هایی رخ داد. اما فریدریش برای خاتمه‌دادن به درگیری‌ها، کنترل شهر عکا را در دست گرفت و رهبران صلیبی و اسقفان را در خانه‌هایشان محبوس کرد.
در این میان، از اروپا اخبار نگران‌کننده‌ای می‌رسید. جان برین که اکنون در خدمت پاپ بود، با ارتش خود بر قسمتی از قلمروی فریدریش در ایتالیا مسلط شده بود. از آن رو که منافع امپراتور در غرب مهم‌تر از شرق بود، نمی‌توانست بیش از این در بازگشت به غرب تأخیر کند؛ لذا در در اواخر مه ۱۲۲۹ از راه دریا، عکا را به سمت قبرس ترک کرد و چند روز در آنجا ماند و از آنجا رهسپار ایتالیا شد و در ۱۰ ژوئیه به آنجا رسید. وی قبل از بازگشتش بالیان، لرد صیدا و گارنیه را به عنوان دو جانشین خود در پادشاهی اورشلیم تعیین کرد و اوتومونت بلیارد فرمانده نظامی باقی ماند. بدین‌ترتیب جنگ صلیبی ششم این گونه به پایان رسید.
در ژوئن ۱۲۲۹ همزمان با بازگشت فریدریش به اروپا، پاپ دستور داده بود ارتش دستگاه پاپ به سیسیل حمله کند. بنابراین فریدریش در نخستین اقدام طی ارسال فرستادگانی، پاپ را به برقراری صلح میان امپراتوری و دستگاه پاپ ترغیب کرد. با آغاز مذاکرات، معاهده صلحی میان پاپ و امپراتور آلمان و سیسیل در سال ۱۲۳۰ در چپرانو برقرار شد که براساس مفاد آن، اراضی که پاپ در غیاب فریدریش دوم فتح کرده بود به امپراتور بازگردانده شد و همچنین پاپ حکم تکفیر فریدریش را لغو کرد. اما تشکیل اتحادیه لمباردی و تلاش آن‌ها برای خروج از سیطره و تسلط امپراتوری مقدس روم و خاندان هوهنشتافن که پاپ نیز از آن‌ها حمایت کرده بود، سبب شد تا بار دیگر آتش جنگ میان فریدریش و پاپ برافروخته شود. با شکست اتحادیه لمباردی از فریدریش در سال ۱۲۳۹، قلمروی پاپی توسط نیروهای امپراتوری محاصره شد و بار دیگر در سال ۱۲۳۹ پاپ امپراتور مقدس روم را تکفیر کرد. بدین‌ترتیب امپراتور فریدریش علاوه بر درگیری‌هایی که در شرق با اشراف پادشاهی صلیبی و خاندان‌های ابلین و مونفروا داشت، درگیر دستگاه پاپ و متحدین آن شد که این سلسله جنگ‌ها تا اواخر قرن ۱۴ و زمان جانشینان فریدریش ادامه یافت و در آخر منجر به برقراری کومونه و استقلال دولت‌های شهرهایی همچون فلورانس و انقراض خاندان هوهنشتافن و از دست رفتن هژمونی امپراتوری مقدس روم بر ایتالیا شد.

## جنگ لمباردی‌ها
پس از پایان یافتن جنگ صلیبی ششم و بازگشت فریدریش به اروپا، وی در سال ۱۲۳۰ توانست با پاپ آشتی و مصالحه برقرار کند تا از زیر فشارهای وارده از جانب دستگاه پاپ خارج شود؛ با این حال وی در اراضی مقدس با مقاومت افرادی همچون جان ابلین روبه‌رو شد که موفق شده بود، رهبری تمامی گروه‌های مخالف فریدریش را بر عهده بگیرد. با این حال، درگیری بین نیروهای هوهنشتافنِ فریدریش و صلیبیون به رهبری جان ابلین با پیروزی جان ابلین همراه بود. از آن پس، سلطنت امپراتوری ظاهر خود را در شرق حفظ کرد اما قدرت واقعی در دست خاندان ابلین قرار گرفت.